# Abronia gaiophantasma
Abronia gaiophantasma (блискуча абронія) — вид веретільницеподібних ящірок родини веретільницевих (Anguidae). Ендемік Гватемали.

## Поширення і екологія
Блискучі абронії мешкають в горах на сході Гватемали, від гір Сьєрра-де-лас-Мінас на схід до Чіласко. Вони живуть в гірських сосново-дубових лісах і хмарних лісах, на висоті від 1600 до 2650 м над рівнем моря. Ведуть деревний спосіб життя.

## Збереження
МСОП класифікує цей вид як такий, що перебуває під загрозою зникнення. Abronia gaiophantasma загрожує знищення природного середовища.